# Phyllidia zebrina
Phyllidia zebrina is een slakkensoort uit de familie van de Phyllidiidae. De wetenschappelijke naam van de soort is voor het eerst geldig gepubliceerd in 1976 door Baba.